# Бойи

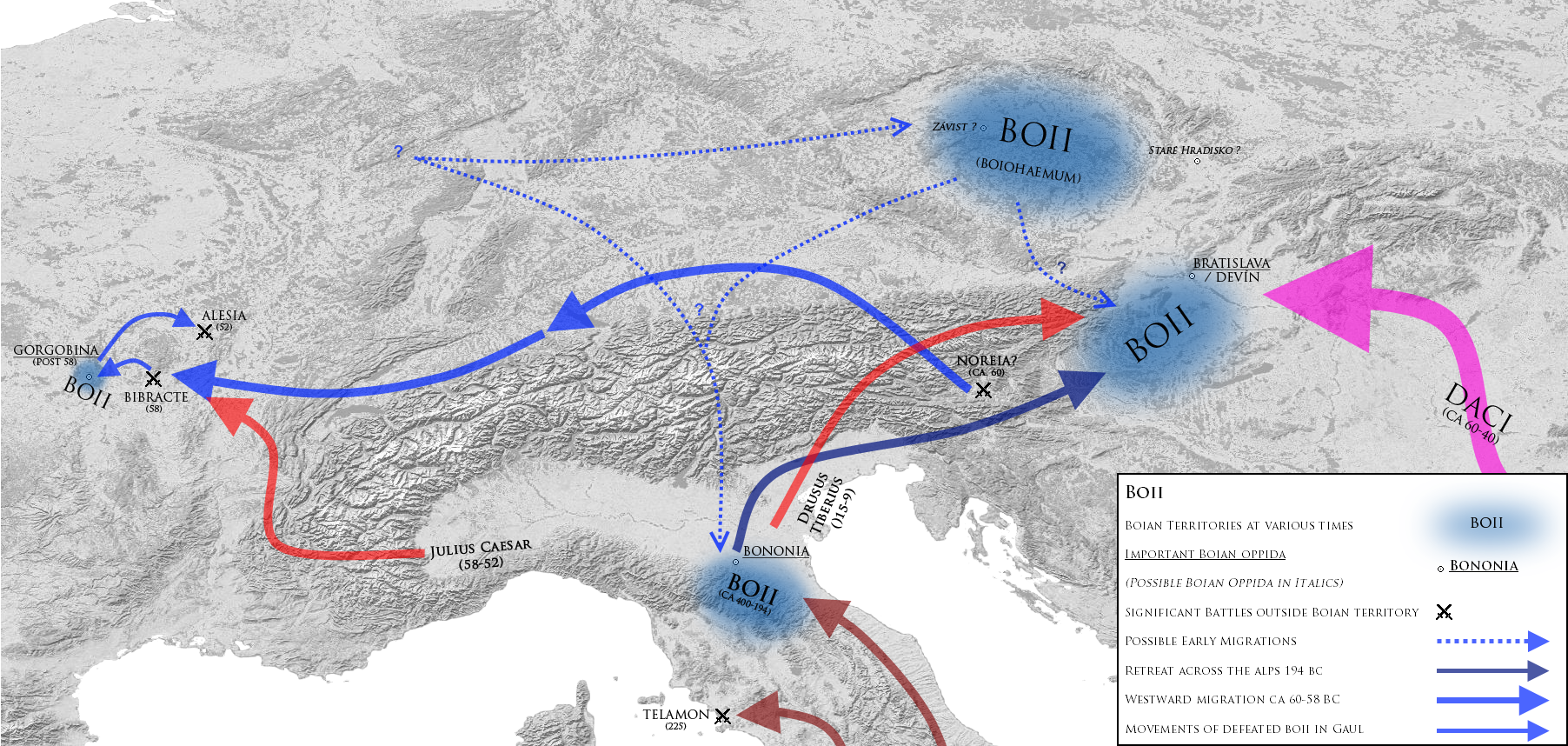
Карта расселения бойев.

Бо́йи (лат. Boii; др.-греч. βόϊοι) — кельтское племя. Проживало на территории Северной Италии, Чехии, Баварии, Среднедунайской низменности.

## В Италии

Бойи среди кельтских племен (выделены синим цветом) Цизальпийской Галлии в 391—192 годах до н. э.

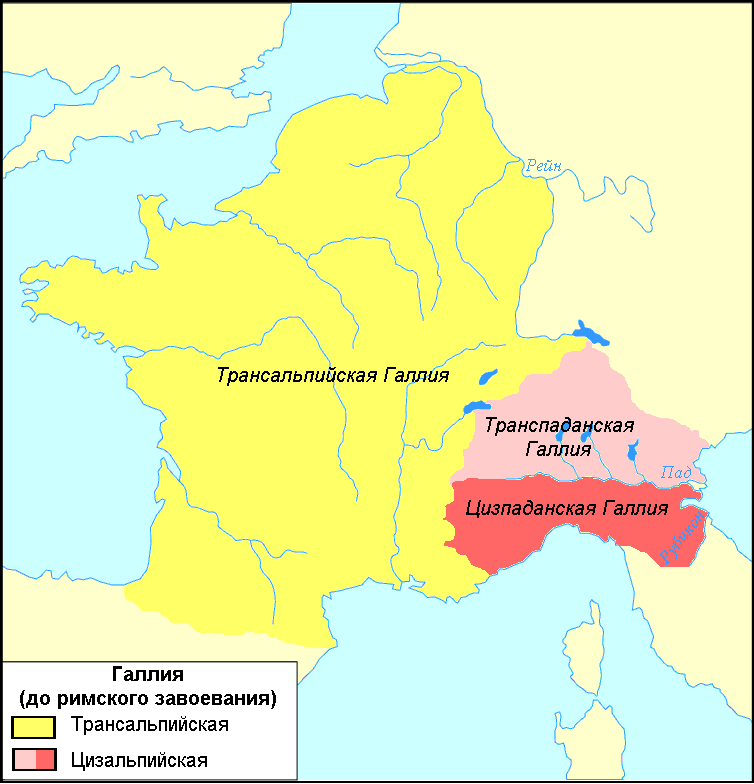
Разные Галлии до римского завоевания

В первый раз бойи упоминаются во времена галльского переселения в Италию. Ряд исследователей XIX века предполагал, что прародиной бойев была Бельгия или Лотарингия. Некоторыми историками того же времени считалось, что в Богемию, где мы находим бойев в исторические времена, они переселились уже из Италии («Dictionary of Greek and Roman Geography» (1854) William Smith, статья «бойи» (BOII)). При этом, несомненно, что галлы проживали в районе Богемии ещё в эпоху Латенской культуры (а вероятно и ранее — в период Гальштатской культуры, которая также ассоциируется у учёных с галлами). Более современные источники не уточняют, в какой части Галлии проживали бойи до переселения. При этом Биркхан полагает, что археологические данные указывают скорее на то, что бойи поселились в Северной Италии, прибыв туда с земель на Дунае (то есть из Богемии), нежели наоборот — что они впервые переселились на Дунай из Северной Италии (Birkhan 1999, p. 124).
Среди кельтологов нет единства в вопросе о том, каким образом кельты пересекли Альпы. Тит Ливий писал, что они прошли «по Пеннинскому перевалу». Г. Биркхан пишет, что галлы попали в Верхнюю Италию через Турин, но не уточняет, каким перевалом они прошли. В 1962 году на перевале Сен-Готард (2108 м) был обнаружен самый значительный в Швейцарии клад золотых изделий латенского времени, датируемый 300/350 годом до нашей эры. Этот клад подтверждает, что кельты (а возможно и бойи) при переселении пользовались этим перевалом. Ряд исследователей считают, что в Северную Италию бойи переселялись не только из Галлии, но с территории «Богемии» (современная Чехия).
Поскольку к 400 году до н. э. самая северная часть — Транспаданская (то есть, севернее реки По) — область Италии была уже занята галлами, то бойи поселились в Циспаданской Галлии (то есть к югу от реки По). Для этого они, объединившись с лингонами и сенонами (шенонами), перешли реку По, захватив город Марзаботто и этрусский город Фельсину, которую переименовали в Бононию (ныне Болонья) и сделали своей столицей.  Подчинив часть этрусков и умбров, бойи расселились на циспаданской земле к северу от Апеннин, но южнее не пошли. Область бойев простиралась на западе до Мутины (ныне Модена) и Пармы, на юге до Утента (Монтоне), на востоке до земли лингонов, а на севере до По и разделялась на 112 триб (лат. tribus). Заняв территории этрусков и умбров, фактически лишив их политической власти, бойи однако образовали с ними культурный симбиоз.
Участвовали или нет бойи в войне Бренна с Римом, не ясно, первое столкновение бойев с Римом Г. Биркхан, ссылаясь на Аппиана, относил к 358 или 357 году до н. э.. Аппиан писал, что в правление Гая Сульпиция Петика (назначенного для борьбы с кельтами диктатором), на Рим «двинулись бойи, наиболее звероподобный кельтский народ». Гай Сульпиций Петик разбил бойев, применив во время сражения новшество: «Он приказал, чтобы построенные по фронту, выпустив копья, одновременно как можно быстрее опустились на землю, пока не бросят стоящие во втором, третьем и четвёртом ряду, причем пустившие копья должны были каждый раз опускаться, чтобы копья следующих не попали в них; когда же бросят свои копья последние, все должны были вместе вскочить и с криком возможно скорее вступить в рукопашный бой». Главным оружим кельтов во время боя был меч, которым они били врага по голове и плечам. Непривычные к тактике боя в виде «дождя копий», бойи были разбиты.
Новое столкновение «Большая российская энциклопедия» датирует 282 годом до н. э., когда сенноны и бойи, присоединившиеся к этрускам, были разбиты в битве у Вадимонского озера. В 268 году до н. э. римляне в сеннонской земле основали колонию Ариминий. По словам Полибия опасаясь участи сенонов бойи смирив гордыню отправили посольство к римлянам и заключили с ними мирный договор.
По словам Полибия, бойи не участвовали в Первой Пунической войне (264—241 годов до н. э.), но уже вскоре после её окончания кельты нарушили 45-летний мир. В 238—236 годы до н. э. конфликт слабо развивался. Его обостряли вожди. В 237 году до н. э. на помощь вождям бойев, стремившихся захватить римскую колонию Ариминий, пришли кельтские племена, жившие к северу от реки По. Произошло восстание бойев, вылившееся в сражение, в ходе которого погибли цари Атис и Галат. Опасаясь данного вторжения римляне первоначально покинули Ариминий, но узнав о том, что кельты истребляют друг друга, вернулись. Вскоре видя, что римляне очистили от сенонов Пицен, ряд кельтских племён Италии (бойи и другие) стал опасаться, что Рим желает не только покорить их, но и изгнать их с полуострова. В этой ситуации бойи и инсубры объединились в союз и призвали на помощь гесатов. В 225 году гесаты подошли к реке По. Римляне смогли уговорить венетов, самнитов, этрусков и даже ценоманов поддержать их, поэтому гесатам пришлось часть войска оставить к северу от реки По для охраны своих земель. Основные силы гесатов переправились через реку на юг. Полибий пишет, что это войско гесатов насчитывало 50 тысяч пехотинцев и 20 тысяч конницы и колесниц. Г. Биркхан пишет, что вся армия кельтских союзников насчитывала 15 тысяч пехотинцев и 20 тысяч всадников или колесниц.. Римляне провели мобилизацию населения, и их армия составила, по оценке Г. Биркхана, 150.000 пехотинцев и 6.000 всадников (а с союзниками — 700.000 пехоты и 70.000 всадников). Но римляне, выступившие навстречу кельтам, потерпели поражение у Клузия, а затем в битве у Фезулы (современная Фьезоле). Но в битве при Теламоне римляне победили, по словам Полибия: «Кельтов убито было до сорока тысяч, а взято в плен не меньше десяти тысяч, в том числе и один из царей, Конколитан». После этой битвы римляне напали на земли бойев, разграбив их, и вернулись в Рим, где устроили триумф и украсили Капитолий золотыми ожерельями кельтов.
После битвы при Теламоне война продолжалось до 222 года до н. э., но уже в 224 году до н. э. часть бойев признала власть Рима, а часть покинула Верхнюю Италию. Желая ослабить галльское влияние в регионе, римляне в 218 году до н. э. основывают свои колонии Кремону, Плаценцию и Мутину
Во время Второй Пунической войны (219—201 годы до н. э.) Ганнибал совершил переход через Альпы и в 218 году до н. э. пришёл в Италию. Бойи вместе с инсубрами оказали ему поддержку и смогли захватить Плаценцию. После того как в 201 году до н. э. Рим победил во Второй Пунической войне, он вновь начал укреплять власть на севере.
Но в 200 году до н. э. против Рима началось восстание кельтских племен в Цизальпийской Галлии. В этой борьбе принимали участие инсубры, ценоманы и бойи, а также лигурийские племена (целины, ильваты и другие). Во главе восстания стал карфагенянин Гамилькар, оставшийся в этих местах после разгрома армии Газдрубала. Римская колония Плацентия была разорена, колонию Кремону взять не удалось.
В 197 году до н. э. консул Гай Корнелий Цетег направился на север против объединившихся кельтов (инсубров, ценоманов и бойев), а Квинт Минуций Руф против лигуров. Пользуясь тем, что бойи ушли защищать свои земли от Руфа, Цетег убедил старейшин ценоманов в том, «что молодёжь вооружилась, не получив одобрение старейшин, и что ценоманы присоединились к мятежу инсубров не по решению общины». Цетег добился нейтралитета ценоманов и разбил инсубров.
В 191 году до н. э. бойи Италии действовали в союзе с лигурами, но были окончательно разбиты и покорены консулом Публием Корнелием Сципионом Назикой. Этот полководец численность бойев оценивал в 50 тысяч человек. Тит Ливий приводит данные Валерия Антиата, утверждавшего, что «перебито было двадцать восемь тысяч, а захвачено три тысячи четыреста человек, сто двадцать четыре знамени, тысяча двести тридцать коней, двести сорок семь повозок». И хотя Тит Ливий считал указанные цифры преувеличенными, он отмечал весомость победы Публия Корнелия Сципиона, приводя слова этого полководца: «У бойев остались в живых лишь старики да дети». После победы Публий Корнелий получил от племени бойев заложников и отобрал у них почти половину земли, чтобы со временем создать там римские колонии. За победу над бойями Сципион получил триумф, в ходе которого «он провёз на галльских повозках оружие, знамёна и доспехи целого племени, а также бронзовые галльские сосуды; он провёл знатных пленников и с ними табун захваченных коней. Золотых ожерелий он пронёс тысячу четыреста семьдесят одно, золота — двести сорок семь фунтов, серебра же как в слитках, так и в виде галльских сосудов, искусно и своеобычно сработанных, — две тысячи триста сорок фунтов, и ещё двести тридцать четыре тысячи денариев».

## В Богемии и на Дунае
Также бойи населяли территорию современной Чехии и долину Дуная (часть южной Германии — Баварию). Эти земли получили название в честь бойев: кельты, осевшие на землях будущей Чехии, именовали их Boiohaemum, то есть Богемией, а осевшие южнее — *Baijawarjoz, то есть Бавария.
Ряд исследователей (например Томашвиц) считают, что в Северную Италию в V веке до н. э. бойи переселялись не только из Галлии, но с территории «Богемии» (современная Чехия). И когда их изгнали из Италии, вернулись на «старую родину»: в Богемию и на Дунай. «Большая российская энциклопедия» считает что бойи появились на этих землях не позже II века до н. э., когда бойи Италии потерпели поражение от Рима в 191 году до н. э., или обитали задолго до этого времени.
Около 113 года до н. э. бойи отбили нападение переселявшихся кимвров.
Часть бойев под давлением соседей отошла в 80-60-е годы до н. э. на запад, а часть поселилась на территории Словакии, до Муры и на венгерской равнине.
Около 60 года до н. э. бойи царя Критасира, обитавшие на Дунае вблизи Вены и Братиславы рядом с таврисками, были уничтожены или изгнаны дакийским царем Буребистой, превратившим их земли в «бойскую пустыню».
Гай Юлий Цезарь писал, что поселившиеся за Рейном бойи в 58 году до н. э. примкнули к гельветам и, придя в Норик, атаковали Норею, столицу таврисков.
Цезарь писал, что гельветы с союзниками планировали поселиться в землях сантонов. После битвы при Бибракте в лагере гельветов была найдена табличка, где указано число переселенцев 368.000 человек, из них 32.000 переселенцев племени бойев, из них лишь 8.000 были боеспособны.
Это переселение стало поводом для галльских войн в 58—51 годы до н. э. После битвы при Бибракте выжило лишь 20.000 человек, а остальные или погибли, или попали в плен (из них не меньше 4.000 составляли женщины, дети и рабы). Гельмут Биркхан считал, что Юлий Цезарь, желая увеличить свои заслуги, намеренно на треть увеличил количество переселенцев в целом и бойев в частности. По его версии, до битвы число бойев составляло 17000, а после 11310.
Из-за необыкновенной отваги, проявленной бойями, с разрешения Цезаря уцелевшие бойи были приняты эдуями и поселились на их земле(территории современной Бургони и Ниверне).
Сведения о бойях исчезают из римских источников после завоевания Чехии маркоманами Маробода (это произошло в 8 году до н. э.).

### Исследования
- Бойи : [арх. 5 декабря 2022] // «Банкетная кампания» 1904 — Большой Иргиз [Электронный ресурс]. — 2005. — С. 677. — (Большая российская энциклопедия : [в 35 т.] / гл. ред. Ю. С. Осипов ; 2004—2017, т. 3). — ISBN 5-85270-331-1.
- Гельмут Биркхан. «Кельты: история и культура»; перевод с немецкого Нины Чехонданской. — М.: Аграф, 2007. — 512 с. — (Серия «Наследие кельтов»).
- Бойи // Энциклопедический словарь Брокгауза и Ефрона : в 86 т. (82 т. и 4 доп.). — СПб., 1890—1907.
- Фридрих Любкер. Boii // Реальный словарь классических древностей. — 1885.
- Бойи // Большая советская энциклопедия. — 1-е издание. — М., 1927. — Т. VI.

### Первичные источники
- Тит Ливий. История Рима от основания города.
- Гай Юлий Цезарь. Галльская война.
- Полибий. Всеобщая история.
- Страбон. География.
- Аппиан. Римская история.